# 清木場祭2007
清木場祭2007（きよきばまつり・にせんなな）は、2008年4月23日に発売された、清木場俊介の2枚目のライブ・アルバムである。

## 内容
2006年にリリースされた『清木場俊介 LIVE "祭"』以来約2年ぶりのライブ・アルバムで、10thシングル「今。」と同時発売された。
2007年12月25日にファンクラブ会員限定で開催された「ファンクラブ会員限定ライヴ“清木場祭 2007”」で披露された全23曲が収録されている。
2008年5月5日付のオリコン週間アルバムランキングで17位を記録した。

## 収録曲

### DISC1
1. 五日間……バックレよう
2. かっぱぎロックンロール
3. キャップアップ
4. 進め
5. それっ!
6. 忘れないで
スタジオ音源に忠実なバンド形式での演奏。
7. Baby
9thシングル「愛のかたち」のDVDにこの時のライブ映像が収録されている。
8. Lenny Down
9. FREE
演奏当時は未発表曲扱いで、スタジオ音源は2009年に発売されたアルバム『Rockin' the Door』に収録された。
10. 愛してる
11. いつか…
12. 12月の風
演奏当時は未発表曲扱いで、スタジオ音源は2009年に発売されたアルバム『Rockin' the Door』に収録された。
13. SAKURA
8thシングル。当時の最新シングル。

### DISC2
1. 爾来～10年後のボク等～
川根来音と2人で歌唱。9thシングル「愛のかたち」のDVDにこの時のライブ映像が収録されている。
2. Highway
3. 羽1/2
EXILE時代のセルフカバー。シングル「愛のかたち」に収録されている「羽1/2 Live Version (2007.12.25 TOKYO INTERNATIONAL FORUM HALL A)」と同じ音源。
4. ランナーズハイ
5. さよなら愛しい人よ…
6. 唄い人
7. クサレ…俺
演奏当時は未発表曲扱いで、スタジオ音源は2009年に発売されたアルバム『Rockin' the Door』に収録された。
8. 最後の夜
9. 人間じゃろうが!
10. 今。
演奏当時は未発表曲扱いで、スタジオ音源は10thシングルとして本作と同時発売された。